# ووكر كوبر
ووكر كوبر (بالإنجليزية: Walker Cooper)‏ هو لاعب كرة قاعدة أمريكي، ولد في 8 يناير 1915 في Atherton, Missouri ‏ في الولايات المتحدة، وتوفي في 11 أبريل 1991 في سكوتسديل في الولايات المتحدة.

## وصلات خارجية
- ووكر كوبر على موقع دوري كرة القاعدة الرئيسي (الإنجليزية)
- ووكر كوبر على موقعبيزبول رفرنس.كوم (الدوري الرئيسي) (الإنجليزية)
- ووكر كوبر على موقعبيزبول رفرنس.كوم (الدوري الثانوي) (الإنجليزية)
- ووكر كوبر على موقع إي إس بي إن.كوم (أم.أل.بي) (الإنجليزية)